# Obiageri Amaechi
Pour les articles homonymes, voir Amaechi.
Obiageri Pamela Amaechi, née le 12 mars 1999 à San Francisco aux États-Unis, est une athlète nigériane spécialiste du lancer du disque.

## Biographie
Médaillée de bronze en 2022 lors des championnats d'Afrique et des Jeux du Commonwealth,  elle remporte en mars 2024 les Jeux africains à Accra en portant son record personnel à 58,93 m.
Elle est médaillée d'argent des championnats d'Afrique 2024, faisant partie d'un podium intégralement nigérian.

## Palmarès
| Date | Compétition            | Lieu         | Résultat | Marque  |
| ---- | ---------------------- | ------------ | -------- | ------- |
| 2022 | Championnats d'Afrique | Saint-Pierre | 3e       | 54,15 m |
| 2022 | Jeux du Commonwealth   | Birmingham   | 3e       | 56,99 m |
| 2024 | Jeux africains         | Accra        | 1re      | 58,94 m |
| 2024 | Championnats d'Afrique | Douala       | 2e       | 58,80 m |

## Records
| Épreuve          | Marque  | Lieu   | Date        |
| ---------------- | ------- | ------ | ----------- |
| Lancer du disque | 63,17 m | Ramona | 19 mai 2024 |